# Ralston Farina
Ralston Farina (* 1946 in Philadelphia; † 1985) war ein US-amerikanischer Performancekünstler.

## Leben und Werk
Ralston Farina wurde 1946 als Steven Robert Snyder geboren. Von 1965 bis 1967 studierte er an der New School for Social Research in Manhattan, bis 1970 am Goddard College in Plainfield, Vermont und anschließend bis 1974 an der School of Visual Arts in New York.
Seit 1965 machte Farina „Zeit“ zum Thema seiner Performances, die er in New York City, Boston und Philadelphia zeigte. 1969 unternahm er eine Reise nach Tibet und Nepal und beschäftigte sich intensiv mit dem Buddhismus. Unter dem Pseudonym Steve Raven arbeitete Ralston Farina zwischen 1970 und 1974 an zahlreichen Shows mit „The Poetry Project at St. Mark's Church“ zusammen. 1974 war Farina Gastkünstler an der Princeton University, New Jersey.

„Farinas Arbeiten spielen mit dem Zufall, bringen den Spaß von Überraschung. Grundelement ist der Moment, ‚wo der Groschen fällt‘, wo es ‚klickt‘. Seine frühen Performances waren humoristische Einlagen bei den Dichterlesungen der New Yorker Gruppe um Allen Ginsberg, Anne Waldman u. a. Mitte der 60er Jahre. Den Charakter des Eingeblendeten, des kurzen ‚spots‘ haben seine Arbeiten dabei im Verlauf ihrer Weiterentwicklung beibehalten. Vielfalt und Kürze, Reihung und Unterbrechung sind die Elemente, die die Zeitdauer (…) bestimmen. Ziel ist dabei, Zeitlichkeit erfahrbar zu machen, Medium der Arbeiten Farinas ist die Zeit.“

## Gruppenausstellungen
- 1975: Ideas at the Idea Warehouse MoMA PS1, New York
- 1977: documenta 6, Kassel
- 1977: X. Biennale von Paris, Paris
- 2013: Rituals of Rented Island: Object Theater, Loft Performance, and the New Psychodrama—Manhattan, 1970–1980 Whitney Museum of American Art[5][6]